# Android 11

Android 11 Developer-Preview Logo

Android 11 ist die elfte Hauptversion von Android, dem mobilen Betriebssystem, das von der Open Handset Alliance unter der Leitung von Google entwickelt wird. Es wurde am 8. September 2020 veröffentlicht und war bis zur Freigabe des Nachfolgers Android 12 am 4. Oktober 2021 aktuell.
Das erste Telefon, das in Europa mit Android 11 auf den Markt kam, war das Vivo X51 5G. Hiernach folgten das Google Pixel 3 und das OnePlus 8T.
Im April 2023 lief Android 11 auf 21,18 % aller Android-Geräte.